# Ночной оборотень (саундтрек)
«Ночно́й о́боротень» (оригинальный саундтрек) — альбом саундтреков к телевизионному спецвыпуску «Ночной оборотень» (2022) от студии Marvel Studios, режиссёром и композитором которого является Майкл Джаккино. Альбом саундтреков был выпущен лейблами Hollywood Records и Marvel Music 7 октября 2022 года, одновременно с релизом спецвыпуска на Disney+.

## Разработка
Помимо режиссуры, Майкл Джаккино также написал музыку к спецвыпуску. Первоначально Джаккино колебался, поскольку как композитор он сотрудничает с режиссёрами, чтобы обсудить идеи о том, как музыка может стать неотъемлемой частью процесса повествования и выступает в качестве его лучшей формы. Поскольку Джаккино также дебютировал как режиссёр, он чувствовал, как может сложиться музыка, которая, по его мнению, была похожа на «Лунного рыцаря, разговаривающего с самим собой на протяжении всего фильма», где у него было две версии: композитор и режиссёр. Джаккино не хотел подходить с той точки зрения, где он мог бы написать хоррор-музыку для эпизода, он предпочёл почувствовать себя на месте главных героев, когда «в тот момент он становился Джеком или Эльзой», чтобы написать музыку, исходящую их настоящих эмоций, необходимых для повествования.
Джаккино также написал главную тему до начала съёмок спецвыпуска, чтобы иметь возможность изменять её в процессе работы. Он представлял музыкальные отрывки во время встречи на этапе подготовки к съёмкам, чтобы передать тон, в котором он представлял себе то, что обсуждалось. Соисполнительный продюсер Marvel Studios Брайан Гэй также согласился с мнением Джаккино о том, как саундтрек должен соответствовать каждому тону, поскольку музыка является не только эмоциональным, но и универсальным языком. Джаккино написал бо́льшую часть музыки во время монтажа спецвыпуска, чтобы убедиться, что каждый материал был завершён. Это позволило ему представить новые идеи монтажёру Джеффри Форду, который впоследствии предложил другой монтаж, основанный на новой музыке. Альбом саундтреков был выпущен в цифровом формате 7 октября 2022 года.

## Трек-лист
| №                   | Название                         | Длительность |
| ------------------- | -------------------------------- | ------------ |
| 1.                  | «A Marvel Special Presentation»  | 0:12         |
| 2.                  | «Mane Title»                     | 3:02         |
| 3.                  | «Hall of Shame»                  | 1:00         |
| 4.                  | «Ulysses’s Rant»                 | 3:24         |
| 5.                  | «There Is No Peace Without Tuba» | 4:17         |
| 6.                  | «Scot Free»                      | 0:47         |
| 7.                  | «A Farewell to Arm»              | 3:27         |
| 8.                  | «Cryptic Messages»               | 0:59         |
| 9.                  | «Tales from the Crypt»           | 2:29         |
| 10.                 | «Elsa’s Ted Talk»                | 3:17         |
| 11.                 | «Beach Blanket Betrayal»         | 3:23         |
| 12.                 | «Where’s Wolf»                   | 4:01         |
| 13.                 | «I Don’t Know Jack»              | 3:12         |
| 14.                 | «Mane on Ends»                   | 1:58         |
| 15.                 | «End Shredits»                   | 4:21         |
| 16.                 | «Mane Theme — Piano Arrangement» | 1:35         |
| Общая длительность: | Общая длительность:              | 41:25        |

## Дополнительная музыка
В спецвыпуске также прозвучали песни «I Never Had a Chance» от Ирвинга Берлина, «Wishing (Will Make It So)» от Веры Линн и «Over the Rainbow» от Джуди Гарленд:52:15.

## Реакция
Zanobard Reviews написал следующее: «„Ночной оборотень“ Майкла Джаккино — это более короткий, гораздо более сплочённый саундтрек, чем те, к каким мы привыкли, но это не мешает ему быть очень хорошо продуманным и чертовски интересным на протяжении чуть более сорока минут». Критик Джеймс Саутхолл из Movie Wave написал: «Сам фильм длится меньше часа, поэтому неудивительно, что в альбоме представлена полная композиция […] она могла бы быть немного плотнее — бо́льшая часть музыки очень интересная, но есть несколько коротких треков между ними, которые немного отвлекают от общего впечатления — но в мастерстве Джаккино в этом жанре сомневаться не приходится, и он предоставляет много всего, во что можно погрузиться». Мариса Мирабал, написавшая для IndieWire, заявила, что «масштабная композиция переносит зрителей в золотой век ужасов», а Брайан Таллерико из RogerEbert.com высказал мнение, что саундтрек «возможно, является МЖП (минимально жизнеспособным продуктом)».

## Чарты
| Чарт (2022)                              | Высшая позиция |
| ---------------------------------------- | -------------- |
| Альбомы саундтреков Великобритании (OCC) | 41             |